# N-Dubz
N-Dubz es un grupo británico de hip hop procedente de Camden Town, Londres, formado en 2000 por los primos anglo-griegos "Dappy" y "Tulisa" Contostavlos, y Richard "Fazer" Rawson. Antes de firmar por su actual sello, All Around the World Records, el grupo estuvo en Polydor Records. Desde su formación han logrado que ocho de sus sencillos entrasen en el top 40 de las listas de éxitos británicas, siendo el más exitoso de ellos el sencillo "I Need You", que alcanzó el quinto puesto.
El álbum debut de la banda fue Uncle B, lanzado el 17 de noviembre de 2008, y entró en el undécimo puesto de las listas británicas. Posteriormente, el álbum logró el disco de platino tras 300.000 unidades vendidas sólo en el Reino Unido. Su segundo álbum de estudio, Against All Odds, fue lanzado en menos de un año con respecto al anterior, el 16 de noviembre de 2009, y debutó en el sexto puesto de las listas de éxitos. Logró el disco de platino apenas dos meses después de su lanzamiento.
En marzo de 2012, el grupo anunció su separación momentánea, debido a problemas internos, diferencias creativas y el comienzo de las carreras en solitario de los miembros del grupo.

## Discografía
- Uncle B (2008)
- Against All Odds (2009)
- Love.Live.Life (2010)
- Timeless(2023)

## Giras
- 2009: Uncle B Tour
- 2009: N-Dubz Christmas Party
- 2009: Clubland Live
- 2010: The Against All Odds Tour
- 2022: Reformation
- 2023: Summer UK Tour

## Libros
- 2010: Against All Odds - From Street Life to Chart Life

## Premios
| Año  | Premio                | Categoría                       | Resultado |
| ---- | --------------------- | ------------------------------- | --------- |
| 2007 | MOBO Awards           | Mejor aparición británica       | Ganador   |
| 2008 | Urban Music Awards    | Mejor grupo                     | Nominado  |
| 2008 | Urban Music Awards    | Mejor videoclip ("Ouch")        | Nominado  |
| 2009 | O2 Silver Clef Awards | The Digital Award               | Ganador   |
| 2009 | MOBO Awards           | Mejor actuación británica       | Ganador   |
| 2009 | MOBO Awards           | Mejor álbum (Uncle B)           | Ganador   |
| 2010 | BRIT Awards           | Sencillo británico ("Number 1") | Nominado  |